# Pattadakal
Pattadakal (in lingua kannada: ಪಟ್ಟದಕಲ್) è una città che si trova nello stato indiano di Karnataka, nota per i suoi monumenti che costituiscono il vertice dei primi esperimenti in stile vesara, parte della più ampia architettura induista. I templi vennero eretti nel corso dell'VIII secolo e la loro unicità consta nel fatto che qui si incontrarono entrambe le influenze architettoniche del nord e del sud dell'antica India.
Pattadakal si trova a 22 chilometri da Badami, l'antica capitale del regno Chalukya. Qui si trovano dieci templi, compreso un santuario giainista cinto da numerosi luoghi sacri minori. Dei rimanenti 9 templi, 4 furono costruiti nel cosiddetto stile dravidiano (o meridionale), 4 nel cosiddetto stile nagara (o settentrionale) e uno in stile misto. Nel 1987 il gruppo di templi di Pattadakal venne inserito nell'elenco dei Patrimoni dell'umanità dell'UNESCO.

## I templi

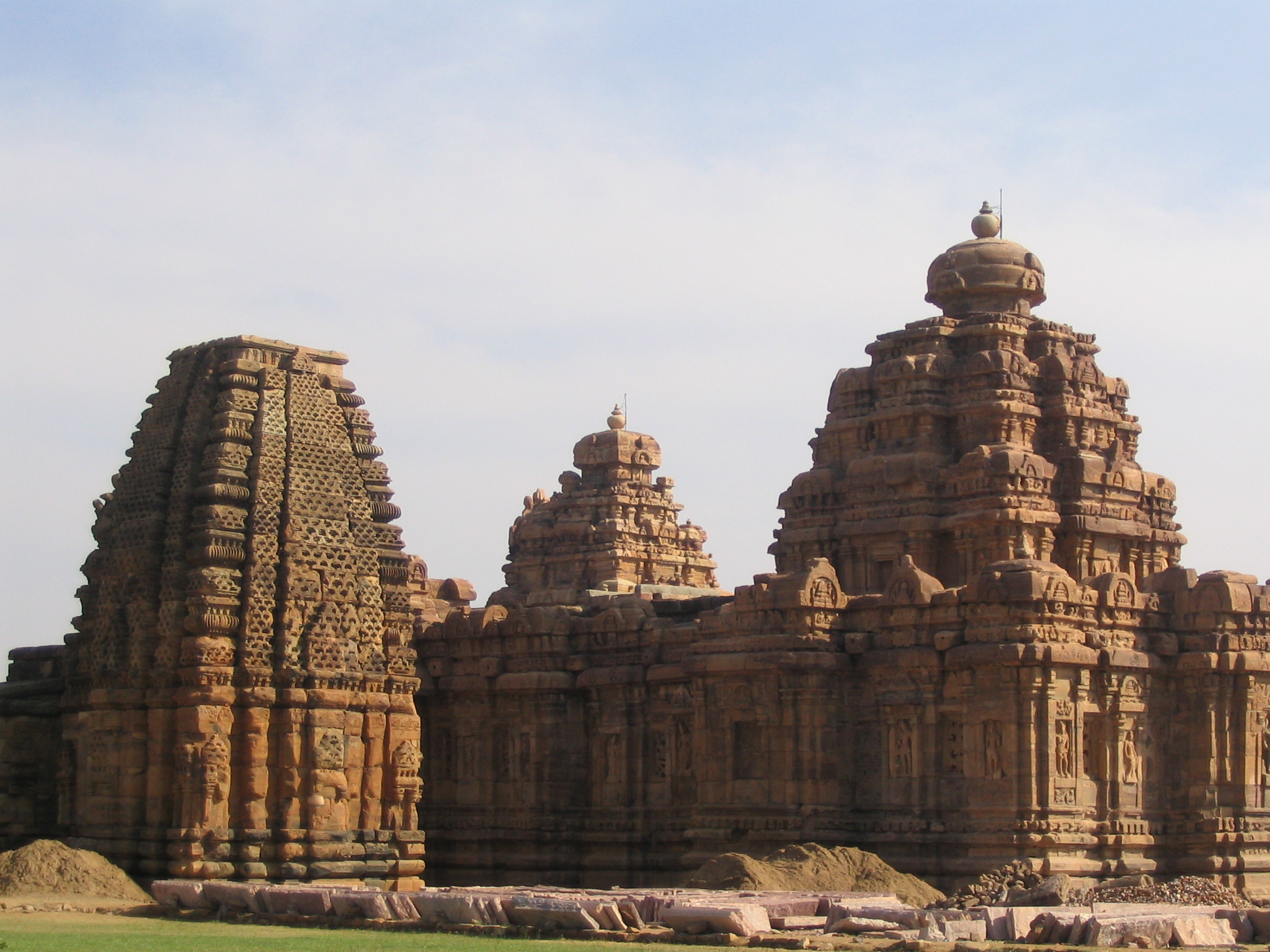
Templi di Mallikarjuna e Kashivisvanatha

Questa è una piccola lista dei più importanti monumenti che si trovano nella città di Pattadakal:
- tempio Virupaksha, il più famoso dei 10 della città e fittamente ornato di statue, costruito nel 745 su ordine della regina Lokamahadevi per commemorare la vittoria del marito Vikramaditya II nei confronti del regno pallava, ottenuta a Kanchipuram. Esso è molto simile al tempio Kailashnatha di Kanchipuram, che infatti venne utilizzato come fonte d'ispirazione. A sua volta, il tempio Virupaksha venne usato come modello per la costruzione del tempio Kailashnatha costruito dalla dinastia Rashtrakuta ad Ellora;
- tempio Sangameshvara, costruito dal re Vijayaditya Satyashraya, incompleto;
- tempio Kashivisvanatha, costruito dalla dinastia Rashtrakuta nell'VIII secolo;
- tempio Mallikarjuna, una versione più piccola del tempio Virupaksha, costruito da Trilokyamahadevi, seconda regina Vikramadiyta;
- tempio Galganatha, contenente una scultura di Shiva che uccide il demone Andhakasura;
- tempio Kadasiddeshvara, contenente una statua di Shiva raffigurato con un tridente o Trishul in mano;
- tempio Jambulinga, gemello del tempio Kadasiddeshvara;
- santuario giainista, situato lungo la strada che collega Pattadakal con Badami, eretto dai Rashtrakuta di Manyakheta. Contiene alcune notevoli sculture e venn eretto probabilmente nel IX secolo, dal re Amoghavarsha I o da suo figlio Krishna II;
- tempio Papanatha, eretto nel 680. All'inizio la costruzione iniziò in stile nagara, ma più tardi si decise di cambiare verso un più bilanciato stile dravidiano. Le sculture di questo edificio raffigurano scene tratte dal Rāmāyaṇa e dal Mahābhārata.

Nella città di Pattadakal si trovano inoltre alcuni musei dedicati alla storia della regione, una colonna monolitica in pietra riportante numerose iscrizioni, i templi di Naganatha, Chandrashekara e Mahakuteshwara.